# ماموتو دانفاگا
ماموتو دانفاگا (انگلیسی: Mamoutou Danfaga؛ زادهٔ ۱۲ مهٔ ۱۹۹۰) بازیکن فوتبال اهل مالی است.
وی همچنین در تیم ملی فوتبال مالی بازی کرده است.